# Сајксвил (Мериленд)
Сајксвил (енгл. Sykesville) град је у америчкој савезној држави Мериленд.

## Демографија
По попису из 2010. године број становника је 4.436, што је 239 (5,7%) становника више него 2000. године.
| Група             | 2000.         | 2010.         |
| Белци             | 3.816 (90,9%) | 3.607 (81,3%) |
| Афроамериканци    | 205 (4,9%)    | 536 (12,1%)   |
| Азијати           | 68 (1,6%)     | 112 (2,5%)    |
| Хиспаноамериканци | 56 (1,3%)     | 120 (2,7%)    |
| Укупно            | 4.197         | 4.436         |